# Agriotes tadzhikistanicus
Agriotes tadzhikistanicus is een keversoort uit de familie kniptorren (Elateridae). De wetenschappelijke naam van de soort is voor het eerst geldig gepubliceerd in 1967 door Gurjeva.